# Reprezentacja Uzbekistanu U-20 w piłce nożnej mężczyzn
Reprezentacja Uzbekistanu U-20 w piłce nożnej – młodzieżowa reprezentacja Uzbekistanu sterowana przez Uzbecki Związek Piłki Nożnej. Do mistrzostw świata zakwalifikowała się tylko raz, w 2009 roku i odpadła wtedy już w fazie grupowej.

## Występy w MŚ U-20
- 1977: Nie zakwalifikowali się
- 1979: Nie zakwalifikowali się
- 1981: Nie zakwalifikowali się
- 1983: Nie zakwalifikowali się
- 1985: Nie zakwalifikowali się
- 1987: Nie zakwalifikowali się
- 1989: Nie zakwalifikowali się
- 1991: Nie zakwalifikowali się
- 1993: Nie zakwalifikowali się
- 1995: Nie zakwalifikowali się
- 1997: Nie zakwalifikowali się
- 1999: Nie zakwalifikowali się
- 2001: Nie zakwalifikowali się
- 2003: Nie zakwalifikowali się
- 2005: Nie zakwalifikowali się
- 2007: Nie zakwalifikowali się
- 2009: Faza grupowa

## Strzelcy bramek w MŚ U-20
| Piłkarz         | MŚ      | Gole |
| --------------- | ------- | ---- |
| Sherzod Karimov | MŚ 2009 | Gol  |
| Ivan Nagaev     | MŚ 2009 | Gol  |